# Orbite phasée
Un satellite artificiel suit une orbite phasée lorsqu'il repasse exactement sur la même trace au sol après un certain nombre de révolutions. On parle de couverture répétitive. Pour les satellites héliosynchrones, ceci entraîne que la période du satellite et la durée du jour solaire moyen (24 heures) sont commensurables : un nombre entier de périodes du satellite correspondent à un nombre entier de jours.

## Observation de la Terre
De nombreux satellites d'observation de la Terre parcourent une orbite phasée (SPOT, TOPEX/Poseidon, Jason-1, etc.).
Ceci permet d'observer régulièrement la Terre dans des conditions de visée comparables.
Lorsque l'orbite est à la fois phasée et héliosynchrone, les conditions d'éclairement sont proches et cela facilite la détection des évolutions. Par exemple, les satellites SPOT sont héliosynchrones. TOPEX-Poseidon et Jason, qui s'intéressent à l'altimétrie océanique, ne le sont pas parce que la synchronisation avec le Soleil introduirait un biais dans les mesures.
Cette stratégie d'observation entraîne parfois des inconvénients, comme l'impossibilité de détecter des événements qui se produisent avec une période multiple de la période d'observation, ou dont certaines périodes correspondent à la période d'observation (marée, par exemple) : ce phénomène est souvent appelé repliement de spectre, ou encore aliasing.

## Répétitivité
La période associée à la répétitivité est la période draconitique, ou nodale, le temps qui s'écoule entre deux passages à un nœud (ascendant ou descendant) et non la période anomalistique que l'on trouve généralement dans les paramètres orbitaux tels les TLEs. Cette dernière est la période entre deux passages au périgée, elle est liée au grand axe de l'ellipse. À cause de la précession due à l'aplatissement, ces deux périodes ne sont pas identiques. La relation entre les deux est la suivante :
{\displaystyle T_{d}=\left(1-{\frac {\dot {\omega }}{n}}\right).T_{a}}
avec
{\displaystyle {\frac {\dot {\omega }}{n}}={\frac {3}{4(1-e^{2})^{2}}}.J_{2}.\left({\frac {R}{a}}\right)^{2}.(5\cos ^{2}i-1)}
avec {\displaystyle e}, l'excentricité; {\displaystyle J_{2}}, le potentiel terrestre dû à l'aplatissement (1.08262622070E-03); {\displaystyle R}, le rayon terrestre (6 356,752 314 2 km); {\displaystyle a}, le demi grand axe (dans la même unité que {\displaystyle R}); {\displaystyle i} l'inclinaison de l'orbite.

## Exemples d'orbites phasées
- Formosat-2 (Taïwan), 15 révolutions en 1 jour
- Vénμs, 29 révolutions en 2 jours
- Sentinel-2, 147 révolutions en 10 jours
- SPOT, 369 révolutions en 26 jours
- Envisat, 501 révolutions en 35 jours
- Ikonos-2, 205 révolutions en 14 jours
- TOPEX/Poseidon, 254 révolutions en 9.9156 jours[3]